# Миллер, Кирилл Семёнович

«Стена столетий» Кирила Миллера

Кири́лл Семенович Ми́ллер (4 апреля 1959, Ленинград, СССР) — российский художник, сценограф

, модельер
, музыкант, организатор и куратор Галереи им. Сальвадора Дали в петербургском культурном центре «Пушкинская, 10».

## Биография
Родился 4 апреля 1959 в Ленинграде. Закончил ленинградское ПТУ № 61 по специальности «Маляр альфрейно-живописных работ». Считает, что своё образование получил в музеях и мастерских художников, в живом общении.
Автор сценографии и обложек первых альбомов группы «Аукцыон» («Как я стал предателем» (1989), «В Багдаде всё спокойно» (1990) и др.). С 1982 по 1993 год было проведено более 30 перcoнальных выставок. Апофеозом выставочной деятельности тех лет стал тур «Не тот ли это знаменитый Кирилл Миллер, о встрече с которым мы так давно мечтали», прошедший через Тольятти, Одессу, Таллин, Вильнюс, Москву и Самару.
В 2000 году Кирилл Миллер стал лауреатом петербургской премии в области культуры «Люди нашего города» в номинации «Художник года».
Участник выставок в составе художественных объединений «Митьки» и «Колдовские художники»
В конце 2021 года картина Кирилла Миллера  «Живые и мёртвые», выставленная в галерее  «Свиное рыло» на выставке в память 30-летия ГКЧП стала объектом претензий со стороны силовиков в связи с возможной аллюзией на акцию Бессмертный полк. В частности, председатель Следственного Комитета РФ Александр Бастрыкин лично потребовал провести проверку факта её демонстрации на предмет нарушения законодательства. После того, как картина была снята с демонстрации, Миллер был опрошен представителями следкома. 

## Персональные выставки
- 1982 и 1984 — Нарва-Йыэсуу, Эстония
- 1987 — ДК Уралмаш, Свердловск
- 1988 — Stlchting circ Амстердам
- 1988 — Dominion university gallery, Norfolk. USA
- 1988 — «Сто картин Кирилла Миллера». Калининский молодёжный центр, Санкт-Петербург
- 1989 — ГАЛЕРЕЯ ЛОТНА, Гамбург
- 1989 — Интурсалон, Одесса
- 1989 — Галерея Рекорд, Москва
- 1989 — Дом туриста, Таллин, Эстония
- 1989 — Дом культуры, Тольятти
- 1989 — Дом культуры, Самара
- 1989 — Дворец профсоюзов, Вильнюс
- 1989 — Выставочный зал «На Солянке», Москва
- 1990 — ДК Пищевиков, Санкт-Петербург
- 1991 — Галерея Andrea Karsten, Гамбург
- 1991 — FABRIK, Гамбург
- 1991 — ДК Ленсовета, Санкт-Петербург
- 1992 — ZONE, Гамбург
- 1993 — Kulturbraurei, Берлин
- 1993 — Art-studio Limpompo, Гамбург
- 2006 — «Под колпаком у Миллера». Клуб «Циник», Санкт-Петербург
- 2005 — «Предчувствие Г. В. — метафорические пейзажи»; Выставочный зал библиотеки Кировских островов, Санкт-Петербург

## Роли в кино
- 2002 — «Русский ковчег», реж. А. Сокуров.
- Эпизоды в клипах группы «Аукцыон»: «Женщина», «Деньги — это бумага», «Нэпман», «Осколки», «Сосёт».
- «ТОТ САМЫЙ Миллер», реж. Максим Эмк, ЛСДФ.
- «Пасека», 2000, «Номфильм», сценарий и постановка А.Кагадеева и Н. Копейкина.
- «Геополипы», 2004, «Номфильм», сценарий и постановка А. Кагадеева и Н. Копейкина.
- «Беларуская быль», 2006, «Номфильм», сценарий и постановка А. Кагадеева и Н. Копейкина.
- «Звёздный ворс», «Номфильм», сценарий и постановка А. Кагадеева и Н. Копейкина.